# Luigi Bassi
Luigi Bassi (5. září 1766, Pesaro – 13. září 1825, Drážďany) byl italský operní zpěvák - barytonista.

## Život a kariéra
Bassi byl vysoce ceněn pro své pěvecké a herecké schopnosti. Již ve dvaceti letech byl obsazen do role hraběte Almavivy při pražské premiéře Mozartovy Figarovy svatby v roce 1786. Úspěch opery byl takový, že si impresário Nosticova divadla, Domenico Guardasoni, u Mozarta objednal novou operu. Na da Ponteho libreto zkomponoval Mozart operu Dona Giovanniho, která měla premiéru 29. října 1787 s Luigi Bassim v roli titulního protagonisty. Slavný duet Là ci darem la mano byl napsán přímo pro něho a říká se, že Bassi nechal Mozarta přepsat árii celkem pětkrát, než byl spokojen.
Krátce nato se Bassi přestěhoval do Lipska, kde v roce 1793 hrál v Kouzelné flétně Papagena. Jeho hlas se začal zhoršovat, avšak jeho herecké schopnosti mu zajišťovaly značnou popularitu ještě několik let.
Vystupoval ještě ve Vídni a Itálii, věnoval se hlavně duchovní hudbě. Nakonec se v roce 1814 přestěhoval do Drážďan, kde o jedenáct let později zemřel.
Stendhal se o Bassim zmiňuje ve svém románu Vie de Rossini.